# Moux
Moux – miejscowość i gmina we Francji, w regionie Oksytania, w departamencie Aude.
Według danych na rok 1990 gminę zamieszkiwało 519 osób, a gęstość zaludnienia wynosiła 33 osoby/km² (wśród 1545 gmin Langwedocji-Roussillon Moux plasuje się na 508. miejscu pod względem liczby ludności, natomiast pod względem powierzchni na miejscu 510.).